# Andrew Divoff
Andrew Daniel Divoff (San Tomé, 2 juli 1955) is een Venezolaans-Amerikaanse film- en televisieacteur. Hij is met name bekend als de boosaardige Djinn in de eerste twee Wishmaster-films en de schurken Cherry Ganz in Another 48 Hrs. en de Rus Mikhail Bakunin in Lost.
Hij werd geboren in San Tomé, Venezuela, maar woont tegenwoordig in de Verenigde Staten. Divoff spreekt acht talen. Hij was getrouwd met de Russische actrice Raissa Danilova.

## Filmografie
Hieronder staat een gedeeltelijke filmografie van de films, videospellen en televisieseries waarin Divoff gespeeld heeft.

### Films
- The Hunt for Red October als Foxtrot Weapons Officer, 1990
- Another 48 Hrs. als Cherry Ganz, 1990
- Graveyard Shift als Danson, 1990
- Toy Soldiers als Luis Cali, 1991
- Interceptor als Capt. Winfield, 1992
- Running Cool als Bone, 1993
- A Low Down Dirty Shame als Mendoza, 1994
- Dangerous Touch als Johnnie, 1994
- Magic Island, stem van Blackbeard, 1995
- Deadly Voyage als Romachenko, 1996
- Air Force One als Boris Bazylev, 1997
- Wishmaster als The Djinn/Nathaniel Demerest, 1997
- Wishmaster 2: Evil Never Dies als The Djinn/Nathaniel Demerest, 1999
- Captured als Robert Breed, 1999
- Faust: Love of the Damned als M, 2001
- Blue Hill Avenue als Detective Tyler, 2001
- Knight Club, 2003
- The Rage als Dr. Viktor Vasilienko, 2007
- Indiana Jones and the Kingdom of the Crystal Skull als Russische soldaat, 2008
- Magic Man, 2010

### Videospellen
- Command & Conquer: Red Alert 3 (Generaal Boris Krukov), 2008
- Lost: Via Domus (Mikhail Bakunin), 2008
- Call of Duty: Black Ops (Lev Kravchenko)

### Televisie
- The A-Team in afleveringen "Firing Line" en "Dishpan Man", 1986
- Highlander in aflevering "A Bad Day in Building A" als Bryan Slade (1992) and "Little Tin God" als Gavriel Larca (1996)
- Alias, 2005
- The Unit, 2006
- Lost in afleveringen "The Cost of Living", "Enter 77", "Par Avion", "One of Us", "D.O.C.", "The Man Behind the Curtain" en "Through the Looking Glass" als de Rus Mikhail Bakunin, 2006-2007
- Burn Notice in aflevering "Comrades" als Ivan, 2008
- CSI: Miami in afleveringen "Raging Cannibal", "And They're Offed". "Target Specific" en "Seeing Red" als Ivan Sarnoff, 2008-2009
- Law & Order: Special Victims Unit in aflevering "Wildlife" als André Bushido, 2008
- Criminal Minds in aflevering "Bloodline" als de moordende vader, 2009